# Museo Torres García
El Museo Torres García, se encuentra ubicado en la Peatonal Sarandí 683, Barrio Ciudad Vieja en Montevideo, Uruguay. Resguarda parte de la obra del profesor, escritor y pintor Joaquín Torres García, fundador del universalismo constructivo. Depende de la Fundación Torres García.

## Historia
Tras el fallecimiento de Joaquín Torres García en 1949, sus familiares y conocidos, liderados por Manolita Piña su viuda, tomaron la determinación de crear un museo que contuviera el legado del maestro, tanto de obras de arte como documental.
El 28 de julio de 1955 inauguró el Museo Torres García en un local cedido por la Intendencia de Montevideo en la Avenida 18 de julio 1903. En 1967 se trasladó al subsuelo del Ateneo de Montevideo, sede del Taller Torres García, donde funcionó hasta 1975 y permaneció sin sede hasta la finalización del período de la dictadura cívico-militar en Uruguay.
El edificio en que se encuentra resguarda importante valoración histórica, dado que ahí estaba situada la famosa Casa Broqua & Scholberg, uno de los mayores bazares de la época dorada de Montevideo.[cita requerida]
En 1986 se creó la Fundación Torres García, presidida por Manolita Piña, viuda del artista y con la participación de sus hijos Augusto y Olimpia. A través de un convenio con la Generalidad de Cataluña y el Estado Uruguayo fue posible la reapertura del museo. Desde 1990 se encuentra en su actual ubicación, un edificio de cinco pisos de estilo art déco sobre la Peatonal Sarandí en Montevideo.
La hija mayor del pintor, Olimpia Torres Piña, fue Presidenta de la Fundación Torres García hasta su fallecimiento en 2007.

## Salas
- Tienda del Museo, planta baja. Publicaciones propias especializadas, afiches, postales, artesanías.
- Teatro del Museo, subsuelo.[3]

El museo ofrece un servicio de visitas guiadas en español e inglés para grupos adultos, uruguayos o extranjeros. También brinda talleres de formación artística para todo público y actividades didácticas.

## Archivo
El archivo custodia los documentos de la institución y da servicio a investigadores. En estos momentos se encuentra en marcha un proceso de digitalización para garantizar la conservación de su patrimonio documental. Para acceder como investigador se necesita comprobante de la institución que se representa. El material disponible incluye la correspondencia de Torres García, manuscritos, prensa y revistas de la época, catálogos, y otros documentos. Para consultar el archivo es necesario concertar una cita previamente.
El museo cobra entrada. El museo cuenta con accesibilidad a través de un ascensor en todas sus plantas.